# Signe Livbjerg
Signe Livbjerg (21 de fevereiro de 1980) é uma velejadora dinamarquesa, medalhista olímpica. Ela competiu nos Jogos Olímpicos de Verão de 2004 na classe Europe e conquistou a medalha de bronze, tendo totalizado 74 pontos nas onze regatas disputadas.